# قانون دستوري دولي
القانون الدستوري الدولي (ICL) هو دراسة الدساتير بصفة عامة، ويجمع بين أوجه القانون الدستوري والقانون الدولي العام والنظريات القانونية.
ويضيف القانون الدستوري الدولي المعاهدات الدولية والمعاهدات بين الدول إلى القانون الدستوري. وفي العديد من الدول الفيدرالية، يمكن ملاحظة الدساتير القومية الفرعية كذلك. وفي هذه المنهجية متعددة المستويات للقانون الدستوري، هناك العديد من العلاقات بين الدساتير (شبكة القانون الدستوري).

## مقالات ذات صلة
- Erika de Wet, The International Constitutional Order, International and Comparative Law Quarterly 55 (2006), 53-76.
- Ulrich Haltern, Internationales Verfassungsrecht? Anmerkungen zu einer kopernikanischen Wende, Archiv des öffentlichen Rechts 128 (2003), 511-557(in German).

## وصلات خارجية
- International Constitutional Law نسخة محفوظة 18 مايو 2021 على موقع واي باك مشين.

See with regard to comparative constitutional law as part of ICL:
- International Constitutional Law Project نسخة محفوظة 9 يونيو 2013 على موقع واي باك مشين.
- International Association of Constitutional Law
- International Journal of Constitutional Law
- Movement for Rule of Law Pakistan